# وندیرس، مرن
وندیرس، مرن (به فرانسوی: Vandières, Marne) یک کامین در فرانسه است که در Canton of Châtillon-sur-Marne واقع شده‌است.

## خصوصیات
وندیرس ۱۳٫۲ کیلومترمربع مساحت و ۳۲۱ نفر جمعیت دارد و ۱۲۰ متر بالاتر از سطح دریا واقع شده‌است.